# Calyptranthera filifera
Calyptranthera filifera är en oleanderväxtart som beskrevs av Klack.. Calyptranthera filifera ingår i släktet Calyptranthera och familjen oleanderväxter. Inga underarter finns listade i Catalogue of Life.